# Élections législatives françaises de 1849
Les élections législatives françaises de 1849 eurent lieu au suffrage universel masculin les 13 et 14 mai 1849 afin d’élire les membres de l’Assemblée nationale législative. Elles montrent une géographie électorale de la France qui se maintiendra pour l'essentiel pendant plus d'un siècle.

## Conditions et mode de scrutin
Conformément aux articles 20 à 31 de la Constitution du 4 novembre 1848 et à la loi électorale du 15 mars 1849, étaient électeurs les Français de plus de 21 ans habitant dans leur commune depuis au moins six mois, et étaient éligibles les citoyens âgés d'au moins 25 ans, sans condition de domicile.
Le mode de scrutin utilisé était un scrutin majoritaire plurinominal de liste à deux tours, exercé dans le cadre départemental. Ont pu être élus au premier tour les candidats ayant obtenu le plus de voix, à condition d'en avoir recueilli un nombre égal au huitième des électeurs inscrits. Un second tour a pu être organisé le deuxième dimanche suivant le premier vote, dans le cas où le nombre des candidats élus était inférieur au nombre de représentants attribués à la circonscription.

## Campagne électorale

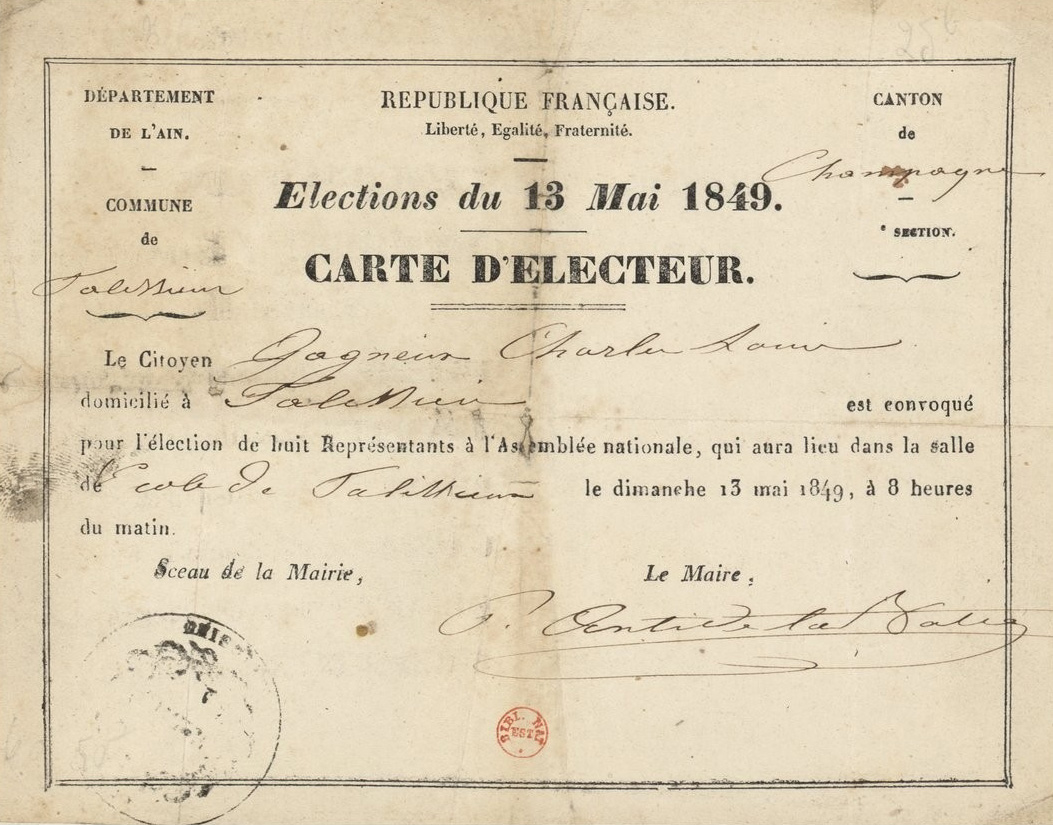
Élections du 13 mai 1849. Carte d'électeur délivrée dans l'Ain.

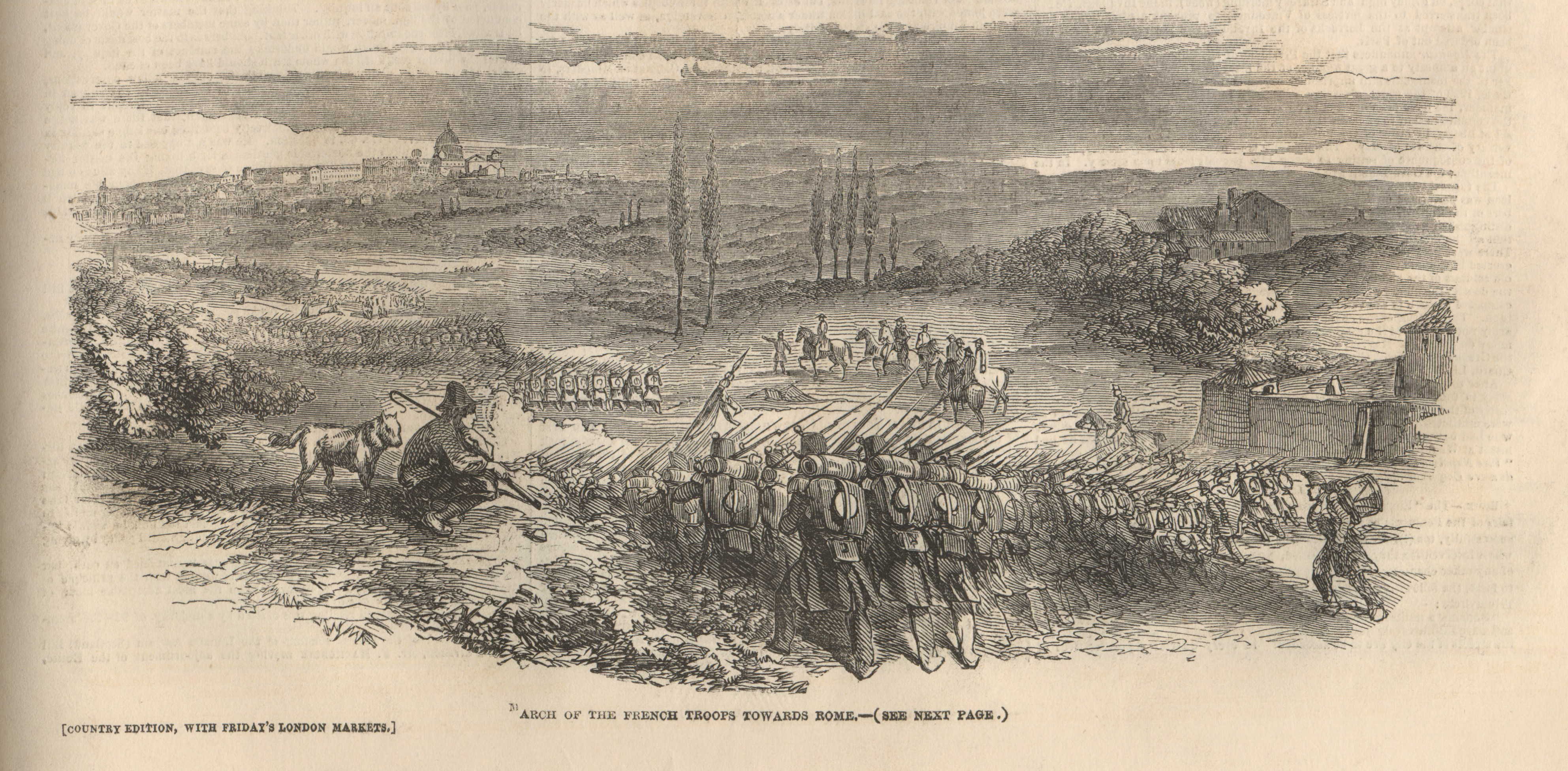
Le corps expéditionnaire français marche vers Rome (The Illustrated London News, 1849).

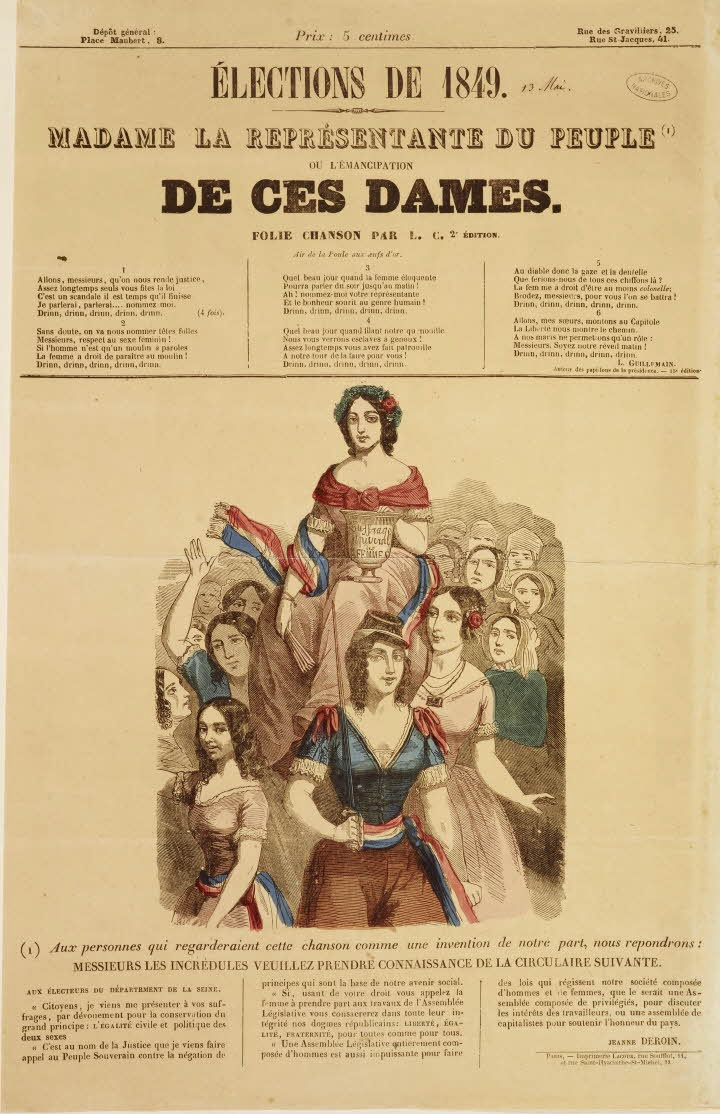
Élections de 1849 / madame la représentante du peuple / de l’émancipation / de ces dames. Archives nationales AE/II/3511

Le 29 janvier 1849, L'Assemblée nationale cède à la pression du gouvernement d'Odilon Barrot, appuyé par la garnison de Paris sous les ordres du général légitimiste Changarnier ; en adoptant la proposition Rateau, elle vote sa disparition rapide : les élections pour une nouvelle assemblée législative auront lieu le 19 mars (la date sera reportée au 13 et 14 mai).
La campagne électorale se déroule dans une atmosphère tendue. La France est encore en état de siège et les clubs politiques ont été interdits par l'Assemblée le 24 mars 1849 (ce qui va permettre une prolifération des sociétés secrètes républicaines). Le 2 avril devant la Haute Cour de Bourges est clos le procès des chefs républicains compromis dans la manifestation du 15 mai 1848. Le verdict est lourd : si le général De Courtais est acquitté, Armand Barbès, l'ouvrier Albert sont condamnés à la déportation, Auguste Blanqui devra faire 10 ans de prison, Joseph Sobrier 7 ans et Raspail 6 ans. Le gouvernement a également procédé à des changements de préfets pour remplacer par des amis du parti de l'Ordre les préfets mis en place par le précédent gouvernement républicain du général Cavaignac.
La préparation des élections est perturbée par le déclenchement de l'expédition militaire à Rome que le gouvernement a engagée pour venir en aide au pape Pie IX. Ce dernier vient de s'enfuir volontairement de la ville face aux demande de gouvernement démocratique réclamé par les républicains romains. Le corps expéditionnaire français, débarqué le 24 avril à Civitavecchia faisant semblant d'être venu pacifiquement, mais bientôt attaque par surprise la ville, et le 30 avril 1849 subit une lourde défaite face à la résistance des troupes républicaines commandées par Giuseppe Garibaldi. Le corps s'immobilise par conséquent en attendant le résultat des élections françaises. Les républicains français parviennent à faire voter un blâme au gouvernement le 7 mai par 328 contre 241, estimant que ce dernier a trompé l'Assemblée sur les buts de l'intervention, celle ci ayant été présentée comme visant à rester à Civitavecchia pour empêcher une intervention autrichienne, et non d'attaquer Rome. "Cependant, le président Luigi Bonaparte écrit une lettre de compliments au commandant de l'expédition et lui garantit que cette conduite violente aura son soutien. Conformément à cette promesse, il envoie encore douze mille hommes. Cette fois, il n'estime pas nécessaire de consulter l'Assemblée." Le 11 mai, le chef républicain Ledru-Rollin demande en vain la mise en accusation du gouvernement.
À cause des journées de Juin, à cause aussi du changement d'attitude du gouvernement français qui, passé l'élection de L.-N. Bonaparte en décembre, semble tourner contre Rome républicaine l'expédition destinée initialement à éviter une restauration papale, cette campagne électorale tend à la bipolarisation. Aux nouvelles de Rome, une gauche allant de simples démocrates aux démocrates-socialistes les plus accentués se retrouve unie dans sa dénonciation de la « réaction » et arrive à se rassembler quelquefois en une liste départementale unique, tandis que le parti de l'Ordre défend l'ordre contre la « démagogie », sans arriver toutefois à l'unité de liste. Seules échappent à cette bipolarisation de très rares listes républicaines modérées, handicapées par l'impôt dit des « 45 centimes » et par Juin, plus quelques listes bonapartistes chimiquement pures. Enfin, comme l'avaient décidé les hommes de Février et comme l'ont validé les Constituants, le scrutin sera de liste dans le cadre départemental, avec liberté de panachage. Quant au lieu de vote, les commissaires de la république reconduisent leur découpage des cantons pratiqué pour décembre, c'est-à-dire en un maximum de quatre groupes de communes, au chef-lieu desquels se rendront, depuis leurs communes respectives et en groupe, les électeurs.
- Le vaste parti de l'Ordre est uni dans son désir de défendre l'ordre contre la « démagogie », contre les « socialistes », les « rouges », dans son désir scandé dans la presse de « fermer l'ère des révolutions », mais est divisé par ses listes parce qu'aux origines multiples ; légitimistes de diverses tendances, orléanistes réactionnaires ou libéraux, bonapartistes plus ou moins conservateurs, auxquels on pourrait ajouter les républicains adeptes de la république américaine. Son programme est dans son slogan : « Ordre, Propriété, Religion ». Thiers a réussi à monter l'omnipotent Comité de la Rue de Poitiers, le plus puissant organe du parti de l'ordre, regroupant dans une « union libérale » les légitimistes et les orléanistes, tandis que les bonapartistes, forts de leur énorme succès de décembre 1848, se lancent pour leur propre compte dans la bataille dans la plupart des départements, souvent en portant sur leurs listes des grands noms du parti de l'Ordre d'origine libérale, souvent aussi avec uniquement des noms bonapartistes voire napoléoniens, en général avec une seule liste, mais dans les départements jugés les plus favorables sur plusieurs listes fabriquées par autant de comités de soutien plus ou moins proches de la personne du président élu Louis-Napoléon Bonaparte.

- La gauche (à ne pas confondre avec les « républicains ») assume l'héritage, encore dans toutes les mémoires des plus âgés, de la Révolution, celle de 1789, à travers par exemple le groupe parlementaire de la Montagne. En réalité, elle n'y songe plus vraiment, excepté les éternels conspirateurs socialistes ; elle préfère désormais les réformes sociales. Pour tous ces républicains de la veille, le pouvoir exécutif doit être subordonné au pouvoir législatif. La campagne est très courte. Aussi les candidats ont à peine le temps d'avancer quelques propositions. Pour gagner l'électorat rural, ils suggèrent la réforme du service militaire (à l'époque, ce sont surtout les ruraux qui sont soldats), promettent la fin de l'impôt des 45 centimes, le crédit à 3 %. Ces réformateurs s'intitulent volontiers « démocrates ». D'autres, socialistes à l'ancienne, s'intitulent « démocrates-socialistes » (que l'histoire a abrégé en « démocs-socs ») ; pour satisfaire le monde ouvrier, ils demandent la nationalisation des mines, des chemins de fer, des canaux et des assurances. Tous militent pour l'abolition de la peine de mort et le développement de l'enseignement, mais pas encore contre l'Église catholique (ce n'est qu'après le soutien de l'Église au coup d'État de 1851 que celle-ci sera vue comme l'ennemie implacable de la République). Toutes les listes de gauche d'un même département se chevauchent par plusieurs noms ; il y a quelques cas de listes franchement modérées voisinant avec des listes franchement démocrates-socialistes, comme des listes d'union dosées équitablement.

- Les Républicains modérés, ne forment plus le vaste marais de l'après Février ; ils sont sur la défensive et en plus sont écartelés entre l'alliance à gauche, faire bande à part, voire, dans quelques départements, partager ses noms les plus connus avec les listes du parti de l'Ordre. Dans les trois cas, ils ont du mal à se faire entendre, partout accusés par l'extrême gauche pour leur politique anti-sociale menée par les différents gouvernements qu'ils dirigeaient et l'Assemblée sortante au moins jusqu'à l'élection de Louis-Napoléon Bonaparte en décembre 1848. Leur Association démocratique des amis de la Constitution a un programme réduit, peu susceptible de mobiliser un large électorat : défendre la constitution républicaine qu'ils ont élaborée et votée.

## Résultats
|                           |                           |           |       |        |     |
| Parti                     | Parti                     | Voix      | %     | Sièges | +/- |
|                           | Parti de l'Ordre          | 3 310 000 | 50,20 | 450    | 250 |
|                           | Montagne                  | 1 955 000 | 29,65 | 180    | 100 |
|                           | Républicains modérés      | 834 000   | 12,65 | 75     | 525 |
|                           | Indépendants              | 495 000   | 7,50  | 0      | Nv. |
|                           |                           |           |       |        |     |
| Suffrages exprimés        | Suffrages exprimés        | 6 564 000 | 97,03 |        |     |
| Votes blancs et invalides | Votes blancs et invalides | 171 000   | 2,53  |        |     |
| Total                     | Total                     | 6 765 000 | 68,09 | 705    | 175 |
| Abstentions               | Abstentions               | 3 171 000 | 21,91 |        |     |
| Inscrits / participation  | Inscrits / participation  | 9 936 000 | 68,09 |        |     |

## Conséquences

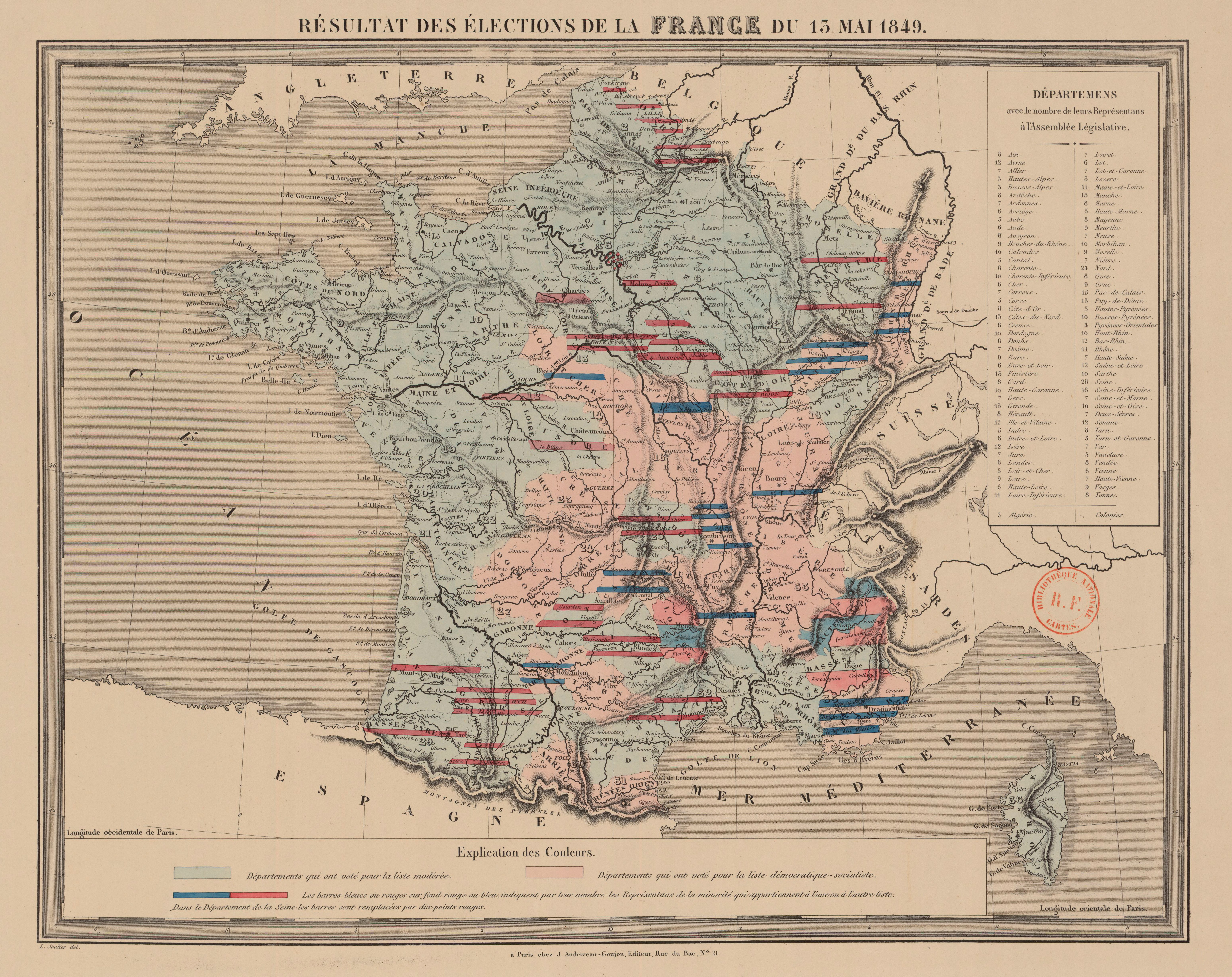
Résultats des élections législatives du 13 mai 1849.

Avec 68 % de votants, la participation électorale baisse très sensiblement par rapport aux élections précédentes (en avril 1848, il y a 81 % pour l'élection de l'Assemblée nationale constituante et, en décembre 1848, il y a 75 % pour l'élection présidentielle). L'enthousiasme des premiers mois de la nouvelle République est émoussé, et le suffrage universel conquis en février 1848 fait moins recette.
Avec 59 % des voix exprimées, le Parti de l'Ordre recueille la majorité absolue. Il est impossible de mesurer exactement chaque mouvance, les noms étant trop entremêlés sur les diverses listes conservatrices, mais l'union sur l'essentiel efface avantageusement l'impossibilité de se compter. La gauche obtient 41 % des voix, dont 79 % (soit 32 % du total des exprimés) pour les listes d'union ou démocrates-socialistes homogènes. Les Républicains modérés ressortent laminés, et de surcroît inquantifiables parce que répartis entre listes de gauche et de rares listes isolées. Il y avait 750 sièges à pourvoir, mais, du fait des candidatures multiples, seuls 713 ont un titulaire. Le Parti de l'Ordre dispose de 64 % des sièges (il n'en avait que 34 % dans l'assemblée précédente élue en avril). Par contre les Démocrates-socialistes ont 25 % des sièges (soit entre 200 et 210) contre 11 % dans l'assemblée précédente. Avec 11 % des sièges (contre 55 % dans l'assemblée précédente) et seulement une centaine de députés, les républicains modérés connaissent un écroulement, d'autant qu'une grande partie des personnalités de cette tendance sont battues (en particulier Lamartine).

## Analyse du vote

Les voix des démocrates-sociaux aux élections législatives de 1849

Après quelques mois de régime républicain, il y a donc un reclassement politique important et une bipolarisation se fait jour. Cette élection donne surtout une image politique de la France, image qui va se maintenir pendant près d'un siècle. Image que l'illusion lyrique des élections du printemps 1848 et la forte personnalisation autour de Louis-Napoléon Bonaparte de l'élection présidentielle de décembre 1848 avaient estompée.
Grand vainqueur, le parti de l'Ordre domine dans le Nord, la Normandie (de tendance orléaniste), dans l'Ouest catholique et légitimiste, en Aquitaine, dans le Comtat, le Languedoc, la Champagne et le sud du Bassin parisien. Mais le maréchal Bugeaud est battu dans son fief de Dordogne, alors qu'Adolphe Thiers et Molé, deux de ses chefs ne parviennent pas à s'imposer à Paris. Les Démocrates-socialistes dominent dans le Massif Central, le Midi toulousain, la Provence, le Dauphiné, l'Alsace. Ils ont la majorité absolue dans 16 départements (sur 83) et obtiennent la totalité des sièges dans 14 départements. Ils semblent avoir touché un électorat rural, des petits paysans endettés, des journaliers agricoles qui sont étranglés par la crise économique persistante et qui sont menacés par la disparition des pratiques communautaires (vaine pâture, utilisation des communaux...); le monde des travailleurs forestiers mécontents des lois protégeant les forêts lui apporte aussi ses suffrages. La petite bourgeoisie urbaine, celle des professions libérales et des fonctionnaires que la monarchie censitaire avait écartée des responsabilités, vote aussi démocrate-socialiste, ainsi que les artisans et le monde ouvrier, très peu nombreux, des grandes manufactures (dans l'Est et le Nord). Les républicains modérés semblent payer leur politique à l'Assemblée nationale, en particulier la répression des journées de Juin 1848 et l'indigence de leur programme, qui se résume à la défense de la constitution dont ils sont les artisans, perspective peu mobilisatrice pour l'électeur de l'époque.